# Alfonso Celis Jr.
Alfonso Celis Enecoiz (Ciudad de México, México, 18 de septiembre de 1996), más conocido como Alfonso Celis Jr.,  es un piloto de automovilismo mexicano, inactivo desde 2018. En 2018 corrió en la Indy Lights e IndyCar Series con Juncos Racing.

## Carrera

### Inicios
Nacido en la Ciudad de México, Celis ingresó al karting en el 2009 y corrió hasta el 2012 en los campeonatos de karting mexicanos.
En 2011 Celis hizo su debut en monoplazas, participando en el LATAM Challenge Series con Megaracing. Terminó decimosexto con tres top ten en cinco carreras disputadas.
En 2012, decidió mudarse a Europa y cambiar a la Fórmula BMW Talent Cup. Terminó octavo en la gran final disputada en el Motorsport Arena Oschersleben con un podio en la tercera carrera del fin de semana.
Celis firmó con Fortec Motorsport para la temporada 2013 de la Copa de Europa del Norte de Fórmula Renault 2.0. Sumó 11 puntos al final del año, incluyendo un podio en última carrera de la temporada disputada en el Circuito de Zandvoort,  y terminó 14° en el campeonato.

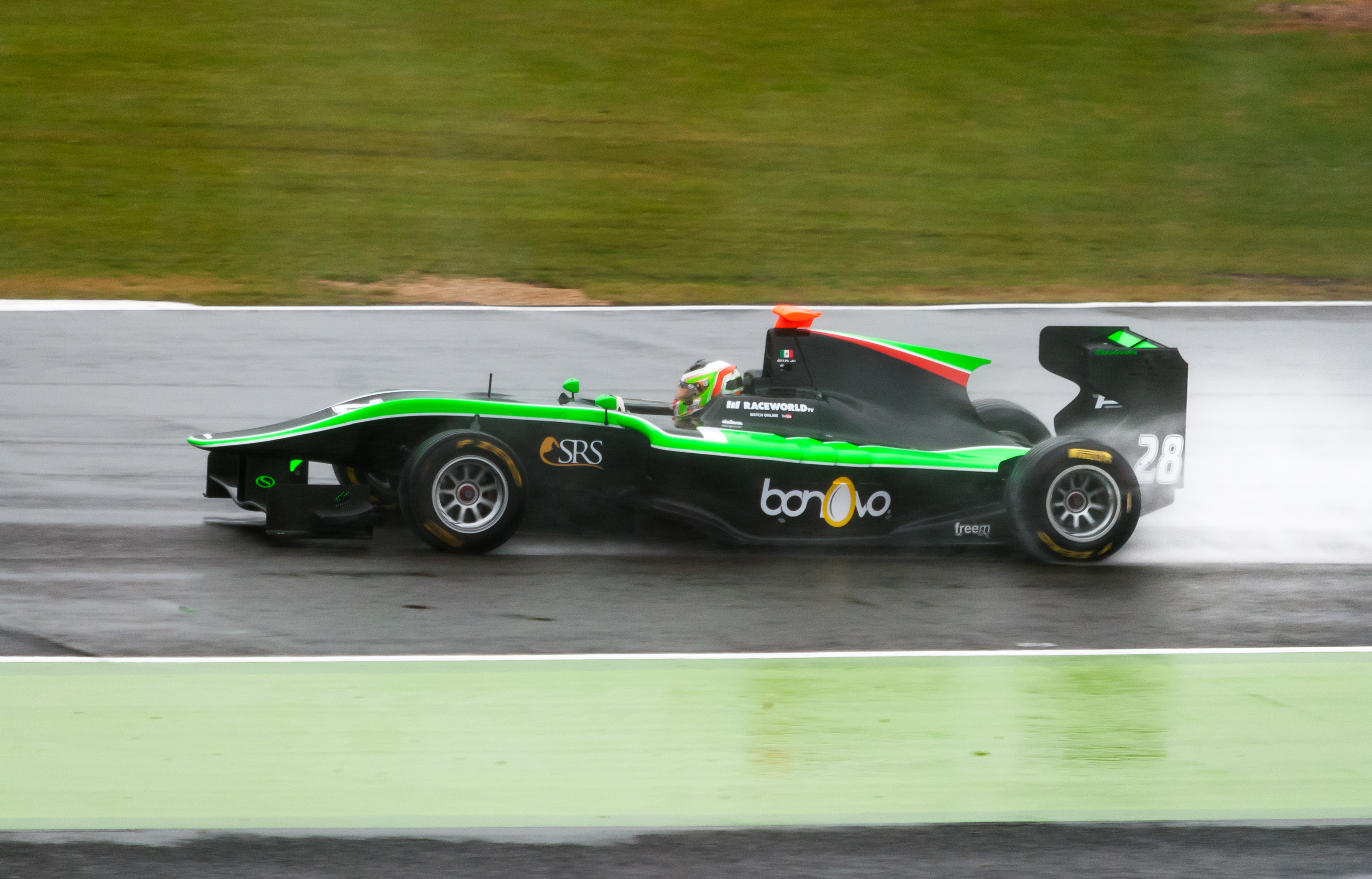
Celis Jr. en la GP3 en 2015

### Fórmula 3 y GP3
Durante el 2013, Celis con Fortec disputó las competencias en Nürburgring y Zandvoort de la Fórmula 3 Británica.  Disputó la GP3 Series en 2014 con el equipo Status Grand Prix. Terminó 21° con solo dos puntos. Al año siguiente pasó al equipo francés ART Grand Prix, logrando un podio.

### Fórmula V8 3.5
Luego de haber disputado dos carreras en 2014, Celis participó en 2015 de la temporada completa de Fórmula V8 3.5. Logró dos vueltas rápidas y terminó 16°. Al año siguiente logró un podio y acabó 11°. Celis participó en la escudería AV Formula en las temporadas de 2015 y 2016, antes de llegar a Fortec Motorsports en 2017. Con una victoria y siete podios, finalizó tercero en ese campeonato.

### Fórmula 1
A finales de 2015 se confirmó que Alfonso Celis Jr. sería piloto de desarrollo de Sahara Force India F1 Team. Entre 2016 y 2017, condujo en los entrenamientos libres 1 de nueve carreras.

### Indy Lights
En 2018, Celis se incorporó al equipo Juncos Racing. Participó en dos carreras de la Indy Lights a principio de temporada, y dos de IndyCar Series más tarde.

## Resumen de carrera
| Temporada | Categoría                                 | Equipo                     | Carreras          | Victorias         | Poles             | VR                | Podios            | Puntos            | Pos.              |
| --------- | ----------------------------------------- | -------------------------- | ----------------- | ----------------- | ----------------- | ----------------- | ----------------- | ----------------- | ----------------- |
| 2011      | 24 Horas de Barcelona - Clase A3T         | Astra Racing 1             | 1                 | 0                 | 0                 | 0                 | 0                 | N/A               | 10.º              |
| 2011      | Campeonato Turismos de Velocidad 1800cc   | Nova / AST Racing          | 7                 | 5                 | 7                 | 1                 | 7                 | 291               | 1.º               |
| 2011      | LATAM Challenge Series                    | Megaracing                 | 5                 | 0                 | 0                 | 0                 | 0                 | 6                 | 16.º              |
| 2012      | 24 Horas de México                        | Huevo Tehuacán Motorsport  | 1                 | 1                 | 1                 | 1                 | 1                 | 0                 | 1.º               |
| 2012      | Formula BMW Talent Cup                    | N/A                        | 3                 | 0                 | 0                 | 0                 | 1                 | 24                | 6.º               |
| 2013      | Campeonato Europeo de Fórmula 3 de la FIA | Fortec Motorsport          | 3                 | 0                 | 0                 | 0                 | 0                 | 0                 | 34.º              |
| 2013      | Fórmula 3 Británica                       | Fortec Motorsport          | 3                 | 0                 | 0                 | 0                 | 0                 | 15                | 11.º              |
| 2013      | Panam GP Series                           | SPM                        | 4                 | 1                 | 0                 | 0                 | 4                 | 65                | 7.º               |
| 2013      | Formula Renault 2.0 NEC                   | Fortec Motorsport          | 17                | 0                 | 0                 | 0                 | 1                 | 109               | 14.º              |
| 2013      | Panam GP Series - Serie Invernal          | N/A                        | 4                 | 0                 | 0                 | 0                 | 2                 | 51                | 3.º               |
| 2014      | Campeonato Europeo de Fórmula 3 de la FIA | Fortec Motorsport          | 3                 | 0                 | 0                 | 0                 | 0                 | 0                 | 29.º              |
| 2014      | Formula Renault 3.5 Series                | Tech 1 Racing              | 2                 | 0                 | 0                 | 0                 | 0                 | 0                 | 27.º              |
| 2014      | GP3 Series                                | Status Grand Prix          | 18                | 0                 | 0                 | 0                 | 0                 | 2                 | 21.º              |
| 2015      | Formula Renault 3.5 Series                | AVF                        | 17                | 0                 | 0                 | 2                 | 0                 | 17                | 16.º              |
| 2015      | GP3 Series                                | ART Grand Prix             | 16                | 0                 | 0                 | 0                 | 1                 | 24                | 16.º              |
| 2015      | Toyota Racing Series                      | Giles Motorsport           | 14                | 0                 | 0                 | 0                 | 0                 | 329               | 17.º              |
| 2016      | Fórmula 1                                 | Sahara Force India F1 Team | Piloto de pruebas | Piloto de pruebas | Piloto de pruebas | Piloto de pruebas | Piloto de pruebas | Piloto de pruebas | Piloto de pruebas |
| 2016      | Fórmula V8 3.5 Series                     | AVF                        | 18                | 0                 | 0                 | 0                 | 1                 | 55                | 11.º              |
| 2017      | Fórmula 1                                 | Sahara Force India F1 Team | Piloto de pruebas | Piloto de pruebas | Piloto de pruebas | Piloto de pruebas | Piloto de pruebas | Piloto de pruebas | Piloto de pruebas |
| 2017      | World Series Formula V8 3.5               | Fortec Motorsports         | 18                | 1                 | 1                 | 2                 | 7                 | 204               | 3.º               |
| 2018      | IndyCar Series                            | Juncos Racing              | 2                 | 0                 | 0                 | 0                 | 0                 | 23                | 36.º              |
| 2018      | Indy Lights                               | Juncos Racing              | 2                 | 0                 | 0                 | 0                 | 0                 | 27                | 11.º              |
| Fuente:   |                                           |                            |                   |                   |                   |                   |                   |                   |                   |

## Resultados

### GP3 Series
(Clave) (negrita indica pole position) (cursiva indica vuelta rápida puntuable)

| Año  | Escudería         | 1   | 1   | 2   | 2   | 3   | 3   | 4   | 4   | 5   | 5   | 6   | 6   | 7   | 7   | 8   | 8   | 9   | 9   | Pos. | Puntos | Ref.   |
| ---- | ----------------- | --- | --- | --- | --- | --- | --- | --- | --- | --- | --- | --- | --- | --- | --- | --- | --- | --- | --- | ---- | ------ | ------ |
| 2014 | Status Grand Prix | BAR | BAR | SPI | SPI | SIL | SIL | HOC | HOC | BUD | BUD | SPA | SPA | MNZ | MNZ | SOC | SOC | YMC | YMC | 21.º | 2      | [ 11 ] |
| 2014 | Status Grand Prix | 18  | Ret | Ret | 19  | 16  | 10  | Ret | 23† | 16  | 22  | 12  | 15  | 16  | Ret | 16  | 7   | 16  | Ret | 21.º | 2      | [ 11 ] |
| 2015 | ART Grand Prix    | BAR | BAR | SPI | SPI | SIL | SIL | BUD | BUD | SPA | SPA | MNZ | MNZ | SOC | SOC | SAK | SAK | YMC | YMC | 12.º | 24     | [ 12 ] |
| 2015 | ART Grand Prix    | 10  | 10  | 15  | Ret | 13  | 11  | 18  | 15  | 6   | 3   |     |     | 13  | 12  | 8   | 8   | Ret | 19  | 12.º | 24     | [ 12 ] |

### Fórmula 1
(Clave) (negrita indica pole position) (cursiva indica vuelta rápida)

| Año     | Escudería                  | 1   | 2      | 3   | 4      | 5   | 6   | 7   | 8   | 9      | 10  | 11     | 12  | 13  | 14     | 15  | 16  | 17  | 18     | 19  | 20  | 21     | Pos. | Puntos |
| ------- | -------------------------- | --- | ------ | --- | ------ | --- | --- | --- | --- | ------ | --- | ------ | --- | --- | ------ | --- | --- | --- | ------ | --- | --- | ------ | ---- | ------ |
| 2016    | Sahara Force India F1 Team | AUS | BHR TD | CHN | RUS TD | ESP | MON | CAN | EUR | AUT TD | GBR | HUN    | GER | BEL | ITA TD | SIN | MYS | JPN | USA TD | MEX | BRA | ABU TD | –    | –      |
| 2017    | Sahara Force India F1 Team | AUS | CHN    | BHR | RUS    | ESP | MON | CAN | AZE | AUT TD | GBR | HUN TD | BEL | ITA | SIN    | MYS | JPN | USA | MEX TD | BRA | ABU |        | –    | –      |
| Fuente: |                            |     |        |     |        |     |     |     |     |        |     |        |     |     |        |     |     |     |        |     |     |        |      |        |

### Indy Lights
(Clave) (negrita indica pole position) (cursiva indica vuelta rápida)

| Año  | Equipo        | 1   | 2   | 3     | 4     | 5   | 6   | 7    | 8   | 9   | 10  | 11  | 12  | 13  | 14  | 15  | 16  | 17  | Pos. | Puntos |
| ---- | ------------- | --- | --- | ----- | ----- | --- | --- | ---- | --- | --- | --- | --- | --- | --- | --- | --- | --- | --- | ---- | ------ |
| 2018 | Juncos Racing | STP | STP | ALA 7 | ALA 8 | IMS | IMS | INDY | RDA | RDA | IOW | TOR | TOR | MDO | MDO | GTW | POR | POR | 11.º | 27     |

### IndyCar Series
(Clave) (negrita indica pole position) (cursiva indica vuelta rápida)

| Año     | Equipo        | Motor     | 1   | 2   | 3   | 4   | 5   | 6    | 7   | 8   | 9   | 10     | 11  | 12  | 13  | 14  | 15  | 16     | 17  | Pos. | Puntos |
| ------- | ------------- | --------- | --- | --- | --- | --- | --- | ---- | --- | --- | --- | ------ | --- | --- | --- | --- | --- | ------ | --- | ---- | ------ |
| 2018    | Juncos Racing | Chevrolet | STP | PHX | LBH | ALA | IMS | INDY | DET | DET | TXS | RDA 20 | IOW | TOR | MDO | POC | GTW | POR 17 | SNM | 36.º | 23     |
| Fuente: |               |           |     |     |     |     |     |      |     |     |     |        |     |     |     |     |     |        |     |      |        |